# Clinohelea podagrica
Clinohelea podagrica är en tvåvingeart som beskrevs av Maurice Emile Marie Goetghebuer 1948. Clinohelea podagrica ingår i släktet Clinohelea och familjen svidknott.
Artens utbredningsområde är Kongo. Inga underarter finns listade i Catalogue of Life.